# 小高まさる
小高 まさる（こだか まさる、1928年11月3日  - ）は、東京市小石川区（現：東京都文京区）出身の元俳優、元子役。本名は小高 優（読みは同じ）。エヌ・エー・シーに所属していた。

## 人物
- 1937年、新興キネマに入社[1]。『男なりゃこそ』でデビュー。1938年、東宝に移籍[1]し、『綴方教室』などに出演する。

- 1944年、松竹に移籍後[1]、法政大学政経学部に進学するが中退[1]。

- 1954年、新東宝に入社して、1961年の同社解散後はテレビに活動の場を移し[1]、りんどうプロに所属[3]。

- 弟の小高たかし（本名・小高隆、1934年生[1]）も子役として『幼き者の旗』、『なつかしの顔』などで共演しているが、小学6年で結核のために病死した[1]。

## 出演作品

### 映画
- 男なりゃこそ（1937年）
- 綴方教室（1938年） - 稔
- ロッパのおとうちゃん（1938年） - 芳郎
- チョコレートと兵隊（1938年） - 一郎
- ロッパの大久保彦左衛門（1939年） - 大石内蔵之助
- ロッパの頬白先生（1939年） - 三吉
- 忠臣蔵 前篇・後篇（1939年） - 牧野春斎
- 幼き者の旗（1939年）※主演
- のんき横丁（1939年） - 息子
- 友吉と馬（1939年）
- ロッパの駄々っ子父ちゃん（1940年）
- 女の街（1940年） - 一郎
- なつかしの顔（1941年） - 弘二の友達
- 子宝夫婦（1941年） - 国雄
- 武蔵坊弁慶（1942年） - 粟津三郎
- 母は死なず（1942年） - 少年時代の修吾
- 我が家の風（1943年） - 少年時代の賢一
- 決戦の大空へ（1943年） - 村松克郎
- 少年漂流記（1943年）
- 三太郎頑張る（1944年）
- 煉瓦女工（1946年） - 一郎
- 鍋島怪猫伝（1949年） - 茶坊主
- エノケンのとび助冒険旅行（1949年） - がき大将
- 山のかなたに（1950年） - 村田政吉
- 恋人（1951年）
- 戦後派お化け大会（1951年）
- おかあさん（1952年） - 客
- 戦艦大和（1953年） - 橋本一水
- 娘十六ジャズ祭（1954年） - ギャングの乾分
- 一等マダムと三等旦那（1954年） - ホテルのボーイ
- 女の暦（1954年） - 牧夫
- 潜水艦ろ号 未だ浮上せず（1954年） - 有賀機関士
- 石中先生行状記 青春無銭旅行（1954年） - 中学生時代の丸山義雄
- トラン・ブーラン 月の光（1954年） - 中野一等兵
- 鶏はふたたび鳴く（1954年） - 時田家の常吉
- 鉄腕巨人（1954年） - 魚河岸の兄ちゃん
- 人間魚雷回天（1955年） - 松本上飛曹
- 若旦那の御縁談（1955年） - 八百徳
- 爆笑青春列車（1955年） - 木村
- 春色大盗伝（1955年） - 弁天小僧吉之助
- アツカマ氏とオヤカマ氏（1955年） - 肉屋の店員
- わが名はペテン師（1955年） - 正八
- お嬢さん女中（1955年） - 寺田三吉
- 黒猫館に消えた男（1956年） - ボディの寅
- 社長三等兵（1956年） - 園部五郎
- ノイローゼ兄さんガッチリ娘（1956年） - 桂馬の竹公
- 金語楼の兵隊さん（1956年） - 大谷二等兵
- 暴力の王者（1956年） - サブ
- 女大学野球狂時代（1956年） - 安
- 鉄血の魂（1956年） - ノロ松
- 人形佐七捕物帖 妖艶六死美人（1956年） - 豆六
- 関八州大利根の対決（1957年） - 水谷の六歳
- 姫君剣法 謎の紫頭巾（1957年） - 合点の早吉
- リングの王者 栄光の世界（1957年） - チー坊
- 人形佐七捕物帳 大江戸の丑満時（1957年） - 豆
- 明治天皇と日露大戦争（1957年） - 近衛兵
- 坊ちゃんの特ダネ記者（1957年） - 殺し屋
- 怪談本所七不思議（1957年） - 岩松
- 憲兵とバラバラ死美人（1957年） - 刈田憲兵伍長
- 荒海の王者（1957年） - 政吉
- 妖蛇荘の魔王（1957年） - 山田浩
- 肉体女優殺し 五人の犯罪者（1957年） - ホルモン焼屋の男
- 人形佐七捕物帳 花嫁殺人魔（1957年） - 豆
- 童貞社員とよろめき夫人（1958年） - 山田五衛門
- 女王蜂（1958年） - 留吉
- 天皇・皇后と日清戦争（1958年） - 出征兵士
- 朱桜判官（1958年） - 伝六
- 太陽娘と社長族（1958年） - 酒井
- 姑娘と五人の突撃兵（1958年） - 上野軍曹
- 人形佐七捕物帳 腰元刺青死美人（1958年） - 辰
- 爆笑王座征服（1958年） - 捕手
- 大東亜戦争と国際裁判（1959年） - 山田中尉
- 金語楼の三等兵（1959年） - 木田二等兵
- 隠密変化（1959年） - 矢田門四郎
- 人形佐七捕物帖 鮮血の乳房（1959年） - 豆
- 人形佐七捕物帖 裸姫と謎の熊男（1959年） - 豆
- 金語楼の海軍大将（1959年） - 竜
- 黒線地帯（1960年） - 写真売り
- 生首奉行と鬼大名（1960年） - 猿斎の乾分
- 怪談海女幽霊（1960年） - 田口巡査
- 女獣（1960年） - 三郎
- 少女妻 恐るべき十六才（1960年） - 山本
- 暴力五人娘（1960年） - 山猫の政
- 桃色の超特急（1961年） - モンマルトルの柳
- 東京湾の突風野郎（1961年） - 志村
- 火遊び（1965年） - 市岡勇
- 顔を貸せ（1966年） - マー坊
- 東京無宿（1966年） - 高山

### テレビドラマ
- 青空にとび出せ!
- あひる飛びなさい
- 一心太助
- 大江戸捜査網
- 鬼平犯科帳（八代目松本幸四郎版）
  - 第1シリーズ 
    - 第52話「乞食坊主」（1970年、NET / 東宝） - 豆岩
    - 第59話「おっ母ァ、すまねえ」（1970年、NET / 東宝） - 豆岩

  - 第2シリーズ 第4話・第5話「狐火（前・後編）」（1971年、NET / 東宝） - 役名なし
- 俺たちの朝 第1話「お前と俺ともうひとり」（1976年10月17日、NTV / 東宝） - 目黒駅東口ロータリーで注意する警官
- 俺たちの勲章
- 刑事くん 第4部
- 結婚前夜シリーズ
- 甲州遊侠伝 俺はども安
- 荒野の素浪人 第1シリーズ
  - 新・荒野の素浪人
- 五人の野武士
- 図々しい奴
- 大忠臣蔵（竿竹屋）
- 太陽にほえろ!
- 東京バイパス指令
- 特捜記者 犯罪を追え!
- 特別機動捜査隊
- 泣くな青春
- 人形佐七捕物帳（1971年版）
- フジ三太郎
- 放浪記
- 破れ傘刀舟悪人狩り
- 伝七捕物帳 第67話「幼なじみに恋が散る」（1975年、NTV）
- 火曜日の女シリーズ 木の葉の家（1972年、NTV）

### 特撮
- 忍者部隊月光 第7、8話「三日月作戦  前・後篇」（1964年） - サブ
- ウルトラシリーズ
  - ウルトラマン 第3話「科特隊出撃せよ」（1966年） - 伊和送電所職員
  - 帰ってきたウルトラマン 第27話「この一発で地獄へ行け!」（1971年） - ラーメン屋の親父
  - ウルトラマンA 第45話「大ピンチ! エースを救え!」（1973年） - ガス会社守衛（ユタカの父）
  - ウルトラマンタロウ 第12話「怪獣ひとり旅」（1973年） - 中山
- コメットさん
  - 第11・12・15・26話（1967年） - 巡査
  - 第49話「空へ飛んだ自動車」（1968年） - 消防士
  - 第61話「ニャン太郎三度笠」（1968年） - 猟師
  - 第78話「いつか通った雪の街」（1968年） - 靴屋
- 快獣ブースカ 第46話「空飛ぶ音楽堂」（1967年） - ダンプカーの運転手
- 戦え! マイティジャック 第14話「炎の海を乗り越えろ!」（1968年） - 漁船乗組員
- ミラーマン 第21話「恐怖の液体怪獣タイガン」（1972年） - 工事作業員
- 緊急指令10-4・10-10 第6話「アマゾンの吸血鬼」（1972年） - 警官
- ファイヤーマン 第15話「ベルダー星M13号指令」（1973年） - 警官
- イナズマンF 第12話「幻影都市デスパー・シティ」（1974年） - デスパー市民